# Samuel Von Einem
Samuel "Sam" Von Einem (nascido em 21 de junho de 1995) é um jogador paralímpico australiano de tênis de mesa. Representou Austrália no tênis de mesa nos Jogos Paralímpicos de Verão de 2016, realizados no Rio de Janeiro, Brasil, onde obteve a medalha de prata no individual masculino - classe 11.